# Chi Lỗ danh
Lỗ danh (danh pháp khoa học: Hippobroma) là một chi thực vật có hoa thuộc họ Hoa chuông (Campanulaceae).
Các loài thực vật:
- Hippobroma longiflora Lỗ danh

## Hình ảnh

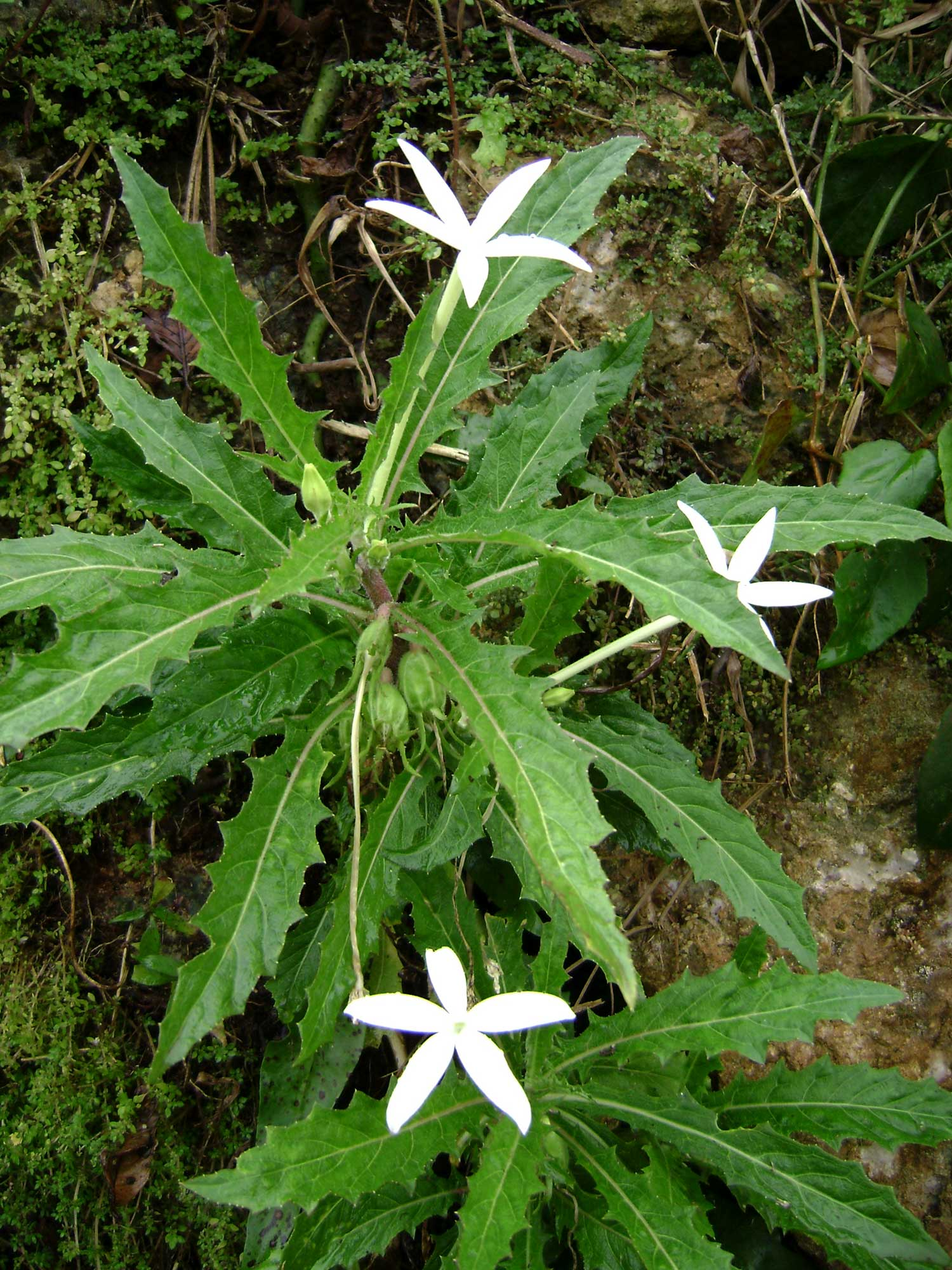
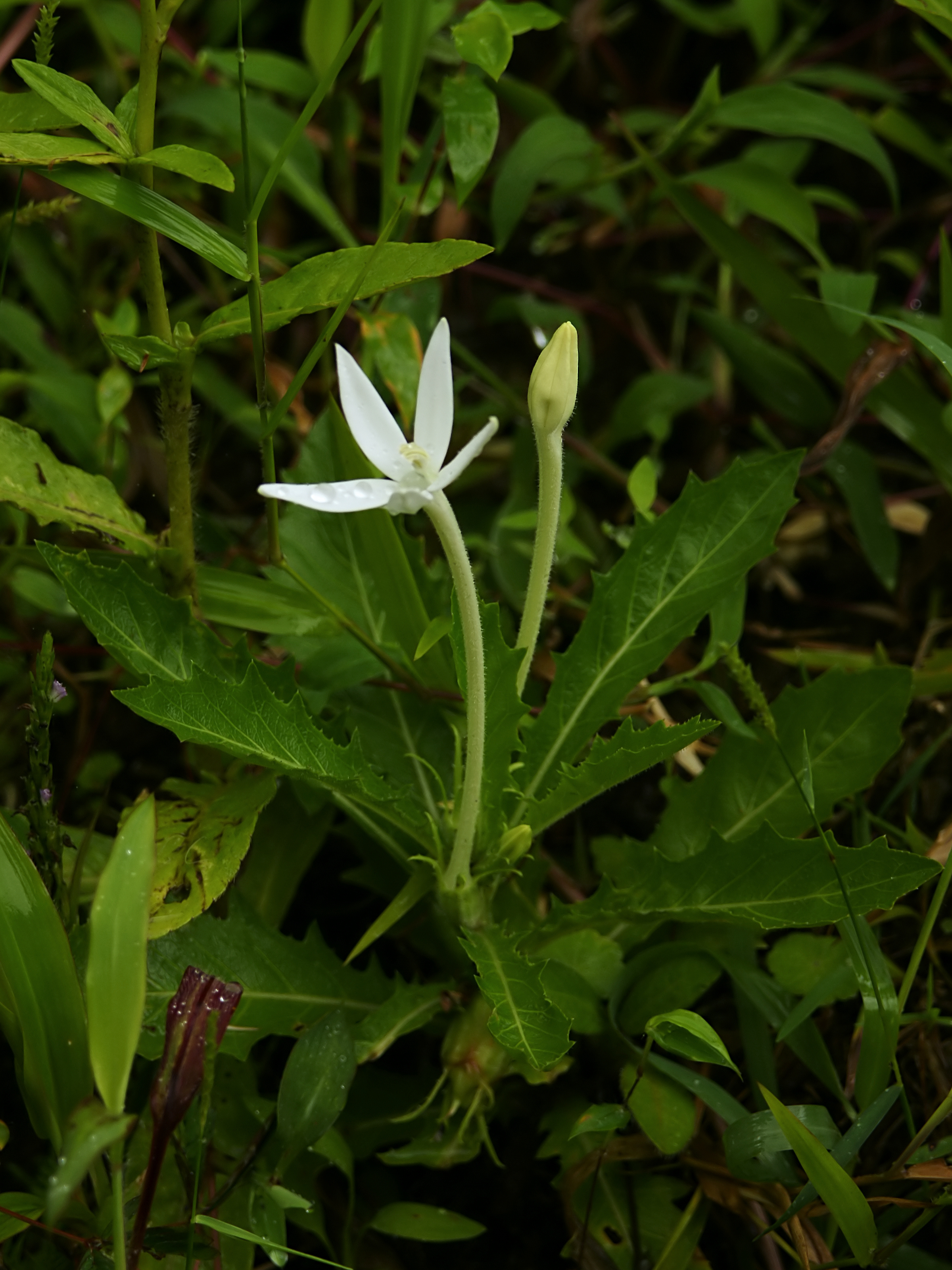